# Río Conca
El río Conca es un corto río costero de Italia cuya fuente está al norte de Carpegna en la provincia de Pésaro y Urbino en las Marcas. El río discurre hacia el noreste pasando Mercatino Conca antes de cruzar por la provincia de Rimini en Emilia-Romaña. El río entonces fluye pasando por Morciano di Romagna antes de desembocar en el mar Adriático al sureste de Misano Adriatico y oeste de Cattolica. 

## Historia
Durante la Segunda Guerra Mundial, los británicos y sus aliados derrotaron a los alemanes en una batalla cerca de Conca. El Conca fue parte de las defensas alemanas conocidas como la Línea Gótica. Esta batalla tuvo lugar en 1944 y fue conocida como Operación Olive.